# Lista de jogos para Kinect
Esta é uma lista de jogos jogáveis com o Kinect do Xbox 360

## Jogos

### Exclusivos
- Adrenalin Misfits
- Big League Sports
- The Biggest Loser: Ultimate Workout
- Body and Brain Connection
- Carnival Games: Monkey See, Monkey Do
- Dance Central
- Dance Central 2
- Dance Central 3
- Dance Central Spotlight
- Dance Evolution
- Dance Paradise
- Deca Sports Freedom
- Double Fine Happy Action Theater
- Fantastic Pets
- Fighters Uncaged
- Forza Motorsport 4
- Fruit Ninja Kinect
- Game Party: In Motion
- Halo: Combat Evolved Anniversary
- Haunt
- Hole in the Wall
- Jillian Michaels’ Fitness Adventure
- Kinect Adventures
- Kinect Disneyland Adventures
- Kinect Fun Labs
- Kinect Joy Ride
- Kinect Rush: A Disney-Pixar Adventure
- Kinect Sports
- Kinect Sports: Season Two
- Kinect Sports Rivals
- Kinect Star Wars
- Kinectimals
- Kung Fu High Impact
- Leedmees
- Leela
- Let's Cheer
- Michael Phelps: Push The Limit
- Minute To Win It
- MotionSports
- MotionSports Adrenaline
- Motion Explosion!
- Nickelodeon Dance
- Nickelodeon Dance 2
- PowerUp Heroes
- Rapala for Kinect
- Raving Rabbids: Alive & Kicking
- Rhythm Party
- Rise of Nightmares
- Self-Defense Training Camp
- Sesame Street: Once Upon a Monster
- Sonic Free Riders
- The Gunstringer
- Twister Mania
- Victorious: Time to Shine
- Who Wants to Be a Millionaire? 2012 Edition
- Wipeout in the Zone
- Wipeout 2
- Your Shape Fitness Evolved
- Your Shape Fitness Evolved 2

### Jogos Multiplataforma
- Alvin and the Chipmunks: Chipwrecked
- The Black Eyed Peas Experience
- Brunswick Pro Bowling
- Burnout Crash!
- Cabela's Adventure Camp
- Cabela's Big Game Hunter: Hunting Party
- Champion Jockey: G1 Jockey & Gallop Racer
- Child of Eden
- Def Jam Rapstar
- EA Sports Active 2
- Get Fit With Mel B
- Grease Dance
- Harry Potter e as Relíquias da Morte - Parte I (jogo eletrônico)
- Hasbro Family Game Night 4: The Game Show
- The Hip Hop Dance Experience
- Hulk Hogan's Main Event
- Just Dance 3
- Just Dance Kids
- Just Dance: Best Of
- Just Dance 4
- Just Dance 2014
- Just Dance 2015
- Just Dance 2016
- Just Dance 2017
- Just Dance 2018
- Just Dance 2019
- Just Dance 2020
- Just Dance 2021
- Just Dance 2022
- Kung Fu Panda 2 (jogo eletrônico)
- Let's Dance with Mel B
- Mass Effect 3
- Michael Jackson: The Experience
- Nicktoons MLB
- Penguins of Madagascar: Dr. Blowhole Returns - Again
- Puss in Boots (jogo eletrônico)
- Spongebob's Surf & Skate Roadtrip
- The Adventures of Tintin: The Game
- The Price is Right: Decades
- The Sims 3: Pets
- UFC Personal Trainer
- Virtua Tennis 4
- Winter Stars
- Yoostar 2
- Zumba Fitness
- Zumba Fitness Rush
- "Zumba Fitness: World Party"

## Anunciados
- Just Dance 2016 - Outubro de 2015
- Disney All Stars Adventure 2 - 2013
- "Disney: Dance Party 2" - Novembro de 2015